# 2nd Bomb Wing

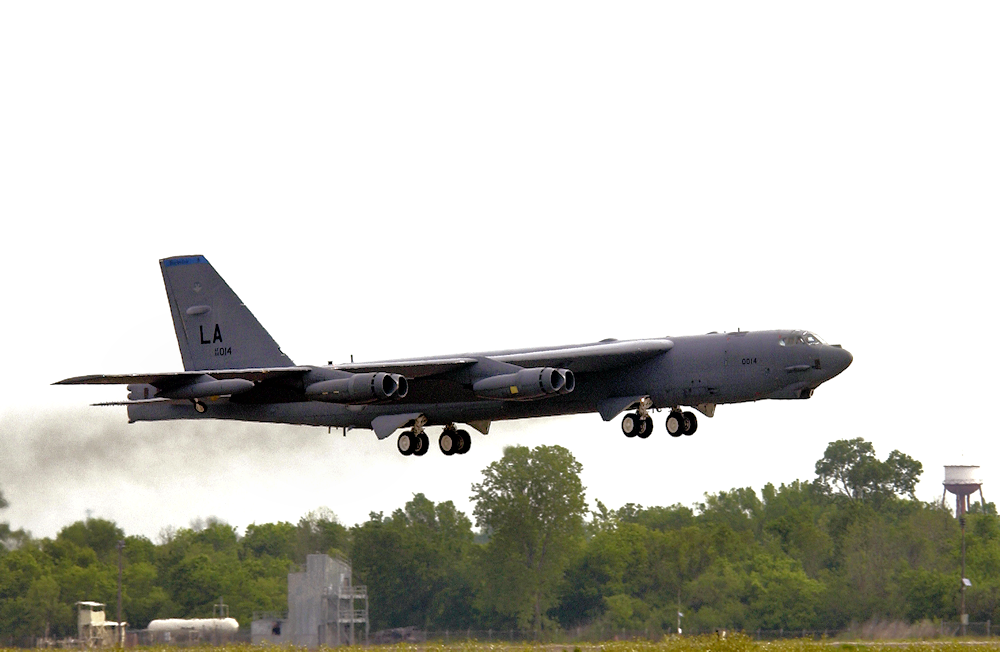
B-52H del 20th BS

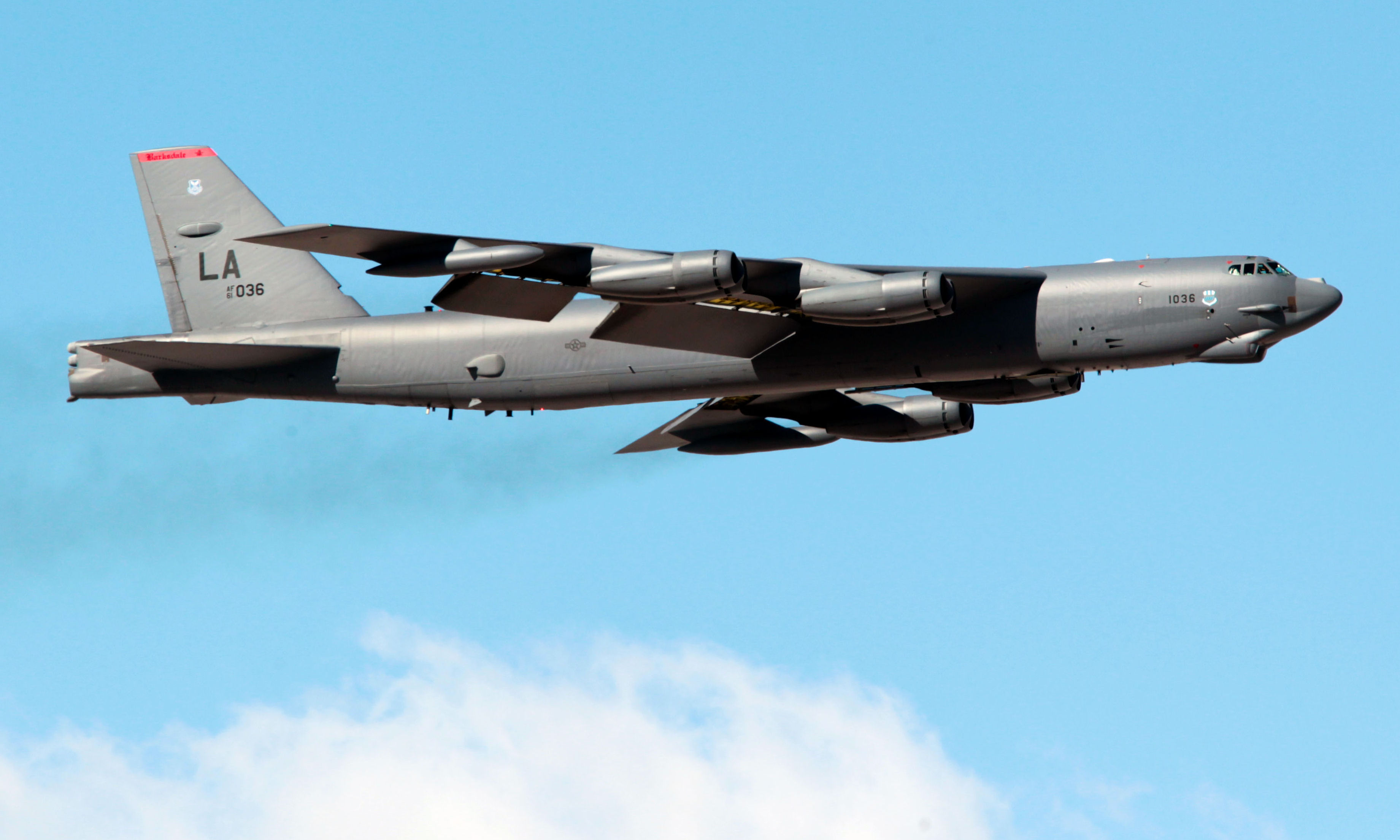
B-52H del 96th BS

Il 2nd Bomb Wing è uno stormo da bombardamento dell'Air Force Global Strike Command, inquadrato nella Eighth Air Force. Il suo quartier generale è situato presso la Barksdale Air Force Base, in Louisiana.

## Organizzazione
Attualmente, a settembre 2020, esso controlla
- 2nd Operations Group
  - 2nd Operations Support Squadron
  -  11th Bomb Squadron, Formal Training Unit, unità associata al 93rd Bomb Squadron, 307th Bomb Wing
  -  20th Bomb Squadron, striscia di coda blu - Equipaggiato con B-52H
  -  96th Bomb Squadron, striscia di coda rossa - Equipaggiato con B-52H
- 2nd Maintenance Group
  - 2nd Aircraft Maintenance Squadron
  - 2nd Maintenance Squadron
  - 2nd Munitions Squadron
- 2nd Mission Support Group
  - 2nd Civil Engineer Squadron
  - 2nd Communications Squadron
  - 2nd Contracting Squadron
  - 2nd Force Support Squadron
  - 2nd Logistics Readiness Squadron
  - 2nd Security Forces Squadron
- 2nd Medical Group
  - 2nd Aerospace Medical Squadron
  - 2nd Aerospace Medical Support Squadron
  - 2nd Dental Squadron
  - 2nd Medical Operations Squadron
  - 2nd Medical Support Squadron
- 2nd Comptroller Squadron

## Storia

### Operazioni
La storia del 2nd BW è vecchia quasi quanto la stessa aviazione americana. Agli inizi della Prima Guerra Mondiale, l'unità fu creata dalle Forze di spedizione americane come primo sforzo bellico per il bombardamento aereo. Organizzato il 10 settembre 1918, come Gruppo da bombardamento diurno presso l'aeroporto francese di Amanty, il gruppo impiegò i Breguet Bre 14 e gli Airco DH.4 nell'offensiva di St.Mihiel. Disattivato dopo la guerra, fu riorganizzato il 18 settembre 1919 ad Ellington Field, in Texas. Qui vi restò fino a luglio del 1922 quando fu rinominato 2nd Bombardment Group e successivamente si spostò presso Langley Field, in Virginia. In questa base per più di vent'anni, il 2nd Bomb Group cambiò diverse volte nome e operò con diversi tipi di aerei finché non entrò in azione un'altra volta. All'inizio della Seconda Guerra Mondiale, il gruppo fu assegnato a compiti di pattugliamento anti-sottomarino e nell'ottobre 1942 fu destinato al combattimento. L'unità cominciò con nuovo personale presso Ephrata, stato di Washington ed entro nelle operazioni di guerra in Nord Africa nel marzo 1943. Successivamente divenne il 2nd Bombardment Group (Heavy), impiegando B-17 contro obiettivi dell'asse nel Mar Mediterraneo. Dal 28 aprile 1943 fino al 1 maggio 1945, l'unità effettuò un totale di 412 missioni da combattimento, bombardando obiettivi in Africa, Germania, Italia, Austria, Ungheria, Romania, Jugoslavia, Grecia e Polonia.
La riduzione graduale delle forze armate americane successiva alla fine del conflitto, si rifletté anche nelle attività del Gruppo. Nel maggio 1949, lo stormo fu trasferito presso la Chatham Air Force Base, in Georgia. Lasciò la Georgia il 1 Aprile 1963 e si trasferì presso la Barksdale Air Force Base dove ottenne il controllo dei B-52 assegnati al 4238th Strategic Wing. Per adeguarsi al un ruolo di stormo composito con l'impiego sia di bombardieri che di aerei da rifornimento in volo, lo stormo fu rinominato 2nd Wing il 1 settembre 1991. Nel dicembre 1992 l'ultimo B-52G lasciò la base e l'intera flotta di bombardieri fu sostituita con il più moderno B-52H. Sempre in quel mese, lo stormo rientrò in possesso di uno delle sue originali squadriglie da bombardamento della Prima Guerra Mondiale, il 20th Bomb Squadron. Il 1 ottobre 1993, con il definitivo trasferimento dei suoi aerei da rifornimento in volo KC-135 e KC-10 all'Air Mobility Command, lo stormo fu rinominato definitivamente 2nd Bomb Wing.

### Allineamento
- Costituito come 2nd Bombardment Wing, Very Heavy il 15 ottobre 1947
- Organizzato il 5 novembre 1947
- Rinominato come 2nd Bombardment Wing, Medium il 12 luglio 1948
- 2nd Bombardment Wing, Heavy il 1 aprile 1963
- 2nd Wing il 1 settembre 1991
- 2nd Bomb Wing il 1 ottobre 1993

### Assegnazioni
- Eighth Air Force, dal 5 novembre 1947 (aggregato al 43rd Bombardment Wing, dal 17 novembre 1947 al 31 dicembre 1948)
- Second Air Force, dal 1 aprile 1950 (aggregato alla 7th Air Division, dal 4 maggio al 31 agosto 1951)
- 38 Air Division, dal 10 ottobre 1951 (aggregato al 7 Air Division, dal 10 settembre al 4 dicembre 1952
- 5 Air Division, dal 4 agosto al 20 settembre 1954 e dal 6 luglio al 26 agosto 1956
- 6 Air Division, dal 1 novembre 1959
- 23 Air Division, dal 1 aprile 1961
- 4 Air Division, dal 1 aprile 1963
- 19 Air Division, dal 1 settembre 1964
- 42 Air Division, dal 1 luglio 1965
- 19 Air Division, dal 2 luglio 1969
- 42 Air Division, dal 1 dicembre 1982
- Eighth Air Force (successivamente, dalla Eighth Air Force - Air Forces Strategic), dal 16 giugno 1988 ad oggi

### Componenti operative

#### Group
- 2nd Bombardment (successivamente, 2nd Operations): dal 5 novembre 1947 al 16 giugno 1952 (distaccato dal 17 novembre 1947 al 31 dicembre 1948 e dal 18 febbraio al 16 maggio 1950); dal 1 settembre 1991 ad oggi

#### Squadrons
- 2nd Air Refueling: aggregato dal 10 febbraio 1951 al 15 giugno 1952, assegnato dal 16 giugno 1952 al 1 aprile 1963; assegnato dal 3 gennaio 1989 al 1 settembre 1991
- 20th Bombardment: aggregato dal 10 febbraio 1951 al 15 giugno 1952, assegnato dal 16 giugno 1952 al 25 giugno 1965
- 32nd Air Refueling: 1 novembre 1981 al 1 settembre 1991
- 49th Bombardment: aggregato dal 10 febbraio 1951 al 15 giugno 1952, assegnato dal 16 giugno 1952 al 1 aprile 1963
- 62nd Bombardment: dal 25 giugno 1965 al 1 settembre 1991
- 71st Air Refueling: dal 15 aprile 1968 al 1 settembre 1991
- 96th Bombardment: aggregato dal 10 febbraio 1951 al 15 giugno 1952, assegnato dal 16 giugno 1952 al 1 aprile 1963
- 308th Air Refueling: dal 1 luglio 1959 al 1 marzo 1960
- 429th Bombardment: dal 1 ottobre 1958 al 1 gennaio 1962
- 596th Bombardment: dal 15 aprile 1968 al 1 settembre 1991
- 913th Air Refueling: dal 1 aprile 1963 al 1 novembre 1981

### Basi
- Davis-Monthan Field (successivamente, Air Force Base), Arizona, 5 novembre 1947
- Chatham Air Force Base, Georgia, 1 aprile 1949
- Hunter Air Force Base, Georgia, 22 settembre 1950
- Barksdale Air Force Base, Louisiana, 1 aprile 1963 ad oggi

### Velivoli
- B-29, 1949–1950
- B-50, 1949–1953
- KB-29, 1950–1953
- KC-97, 1953–1963
- B-47, 1954–1963
- B-52, 1963–1965, 1965–1977, 1977 ad oggi
- KC-135, 1963–1993
- EC-135, 1966–1970
- RC-135, 1977–1979
- KC-10, 1981–1992